# Công Tố (MC)
Công Tố (tên đầy đủ là Phạm Công Tố, sinh ngày 7 tháng 3 năm 1991) là một biên tập viên, người dẫn chương trình người Việt Nam.

## Tiểu sử
Phạm Công Tố sinh ngày 7 tháng 3 năm 1991 tại Gia Lai, anh có bố mẹ là người gốc Bắc sinh sống tại Pleiku trong 30 năm. Khi đang theo học lớp 11 tại trường Trung học phổ thông Pleiku, gia đình anh chuyển ra Hà Nội sinh sống, để lại một mình anh tiếp tục việc học.

## Sự nghiệp
Trong thời gian học cấp 3 tại Gia Lai, Công Tố là người dẫn chương trình (MC) cho chuyên mục Teen Cao Nguyên của Đài Phát thanh và Truyền hình Gia Lai, cùng với Xuân Quỳnh. Công Tố được mọi người biết đến khi giành cú đúp giải thưởng tại cuộc thi “Cầu Vồng 2012”, đó là giải MC được yêu thích nhất và MC xử lý tình huống tốt nhất. Anh sau đó đã trở thành MC - Biên tập viên của Ban Thanh Thiếu niên (VTV6), khán giả có thể gặp gỡ anh trong chương trình Ghế không tựa và Chung cư 22+. Cũng từ đây, anh sống tại thủ đô.
Với ngoại hình ưa nhìn cùng phong cách trẻ trung, năng động, cá tính, MC Công Tố luôn nhận được sự ủng hộ nhiệt tình từ khán giả, đặc biệt là các bạn trẻ.
Ngoài MC ở VTV, năm 2017, anh đồng thời là nhà sáng lập Shine Academy - Học viện kỹ năng mềm, cơ sở dạy cả các nhí và người trưởng thành làm MC. Năm 2023, anh trở thành ông chủ quán ăn của quán Thái (tọa lạc tại 01/105 Nguyễn Công Hoan, gần tòa nhà VTV, nơi anh hiện còn làm việc) khi anh lựa chọn đồ Thái, nhưng vài thời gian sau, anh thôi việc làm ông chủ và trả mặt bằng cho cơ sở khác.
Sau khi kênh VTV6 ngừng phát sóng vào tháng 10 năm 2022 cùng với việc Ban Thanh thiếu niên không còn nằm trong hệ thống phòng, ban của Đài Truyền hình Việt Nam, anh được điều chuyển về Ban Sản xuất các chương trình Giải trí (nay là Ban Văn hóa - Giải trí) (VTV3).
Năm 2024, anh ra mắt Podcast "Bạn gì ơi!" do anh làm format trên trang TikTok. Ngoài ra, anh còn làm MC cho CT Cầu thủ nhí, Vũ trụ đồng tiền.

## Chương trình truyền hình

### Các chương trình đã dẫn
- Teen Cao Nguyên - Đài PT-TH Gia Lai[2]
- Mbox Ising  - VTV6[1]
- Mảnh ghép tiếng Anh - VTV6[1]
- Tôi lên tiếng - VTV6
- Chung kết Cầu vồng 2014, 2015, 2020 - VTV6
- Mùa đoàn tụ (2020 - 2022) - VTV
- Bữa trưa vui vẻ - VTV6[1]
- Chung cư 22+ (VTV6)[1]
- Dòng thời cuộc - VTV6
- Thế hệ số - VTV6
- Ghế không tựa - VTV6
- Đại tiệc FA - VTV6
- Video Storm: Bạn đã xem chưa? - VTV6
- Ngày xưa chill phết - VTV3, VTV6
- Cuộc chiến nuôi con - VTV3, VTV6
- Món quà hôm nay - VTV3
- 12 con giáp (2024, 2025) - VTV3
- Cầu thủ nhí - VTV3
- Vũ trụ đồng tiền (Moneyverse) - VTV3
- Chung kết Đường lên đỉnh Olympia năm thứ 24 (dẫn điểm cầu Hà Nội)
- Cà phê sáng - VTV3
- Khách sạn 5 sao (2025) - VTV3
- Thời gian ơi, kể chuyện - VTV3
- Đẹp +84 - VTV3 (trường tàu trong chuyến tàu đến với tỉnh Bà Rịa - Vũng Tàu từ ngày 9 đến ngày 13/6/2025)

### Người chơi, khách mời
- Chúng ta là một gia đình - VTV6
- Cặp lá yêu thương - VTV1 (khách mời)
- Cuộc thi Sơ đồ tư duy Việt Nam - VTV7 (giám khảo tập 12)
- Vì bạn xứng đáng - VTV3
- VTV Awards - VTV1
- Trò chơi âm nhạc - VTV3
- Lá xanh - VTV3 (người chơi thành viên trong đội Lá Diếp Cá cùng với MC Huyền Trang (Mù Tạt) trong tập phát sóng kỷ niệm 29 năm kênh lên sóng vào ngày 31/3/2025)

### Đạo diễn, nhà sản xuất
- Đường tới cầu vồng (2020) - VTV6
- 12 con giáp (2023) - VTV3

## Phim truyền hình
- Thương ngày nắng về (2021) (Cameo)

## Một số sự kiện làm MC
- Robocon 2015, 2017 - VTV2[5]
- Cảm ơn cuộc đời - VTV1
- Vệt nắng đông 2019 - VTV6
- Đại nhạc hội chào đón Sea Games 31 - Chung một niềm tin (VTV1)
- Lazada Supershow 9.9 (2022)
- Lễ mít tinh hưởng ứng ngày thế giới không thuốc lá 31-5 và tuần lễ quốc gia không thuốc lá (25-31/5/2023)
- Lễ công bố thành lập thị xã Thuận Thành của tỉnh Bắc Ninh (2023)
- Ký họa quê hương 2023
- Lễ bế mạc & trao giải Liên hoan Truyền hình Toàn quốc lần thứ 41 (2023)
- Đêm hội thành Tuyên 2023
- Đêm thu cổ tích - VTV1
- Liên hoan Thiếu nhi Quốc tế VTV
- Lễ hội Văn hóa và Du lịch Hàn Quốc - Việt Nam 2022
- Diễn đàn Kinh tế tuần hoàn Việt Nam (2022, 2023)
- Mobifone Maximizing Life (2023)
- Đại nhạc hội Bia Hanoi Premium (2023)
- Lễ ra mắt SPOTV trên hệ thống MyTV (2024)
- Khai mạc Lễ hội Hoa Đào Xứ Lạng 2024
- Cầu truyền hình Chung kết Đường lên đỉnh Olympia năm thứ 24 tại Văn Miếu Quốc Tử Giám - Hà Nội

## Giải thưởng
| Năm  | Giải thưởng       | Hạng mục    | Kết quả   | Chú thích |
| ---- | ----------------- | ----------- | --------- | --------- |
| 2014 | Ấn tượng VTV 2014 | MC Ấn tượng | Đoạt giải | [ 6 ]     |